# Alchemilla orbicans
Alchemilla orbicans är en rosväxtart som beskrevs av Sergei Vasilievich Juzepczuk. Alchemilla orbicans ingår i släktet daggkåpor, och familjen rosväxter. Inga underarter finns listade i Catalogue of Life.